# کاگاتای قدیر
کاگاتای قدیر (انگلیسی: Cagatay Kader؛ زادهٔ ۲۵ فوریهٔ ۱۹۹۷) بازیکن فوتبال اهل آلمان است.
از باشگاه‌هایی که در آن بازی کرده‌است می‌توان به باشگاه فوتبال بوخوم اشاره کرد.
وی همچنین در تیم‌های ملی فوتبال جوانان آلمان و زیر ۲۰ سال آلمان بازی کرده‌است.